# Frontera entre els Emirats Àrabs Units i Oman
La frontera entre els Emirats Àrabs Units i Oman és la frontera de 410 kilòmetres que separa l'Oman dels Emirats Àrabs Units.

## Característiques

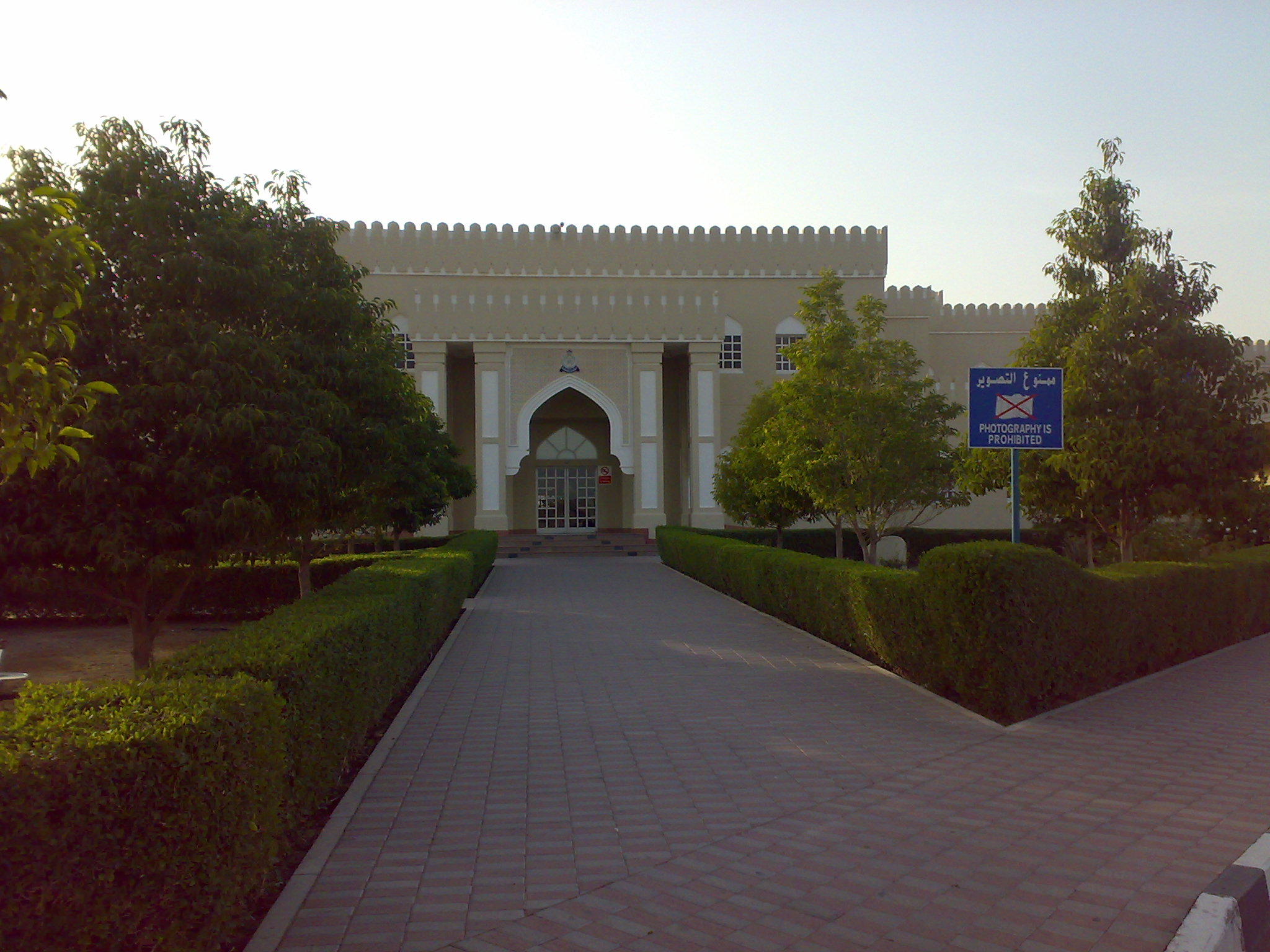
Pas fronterer a Al Wajajah

La frontera principal entre els dos països es troba al sud-est i l'est dels Emirats Àrabs Units i al nord-oest i al nord d'Oman. Comença a la unió de la frontera entre Aràbia Saudita i els Emirats Àrabs Units i la frontera entre Aràbia Saudita i Oman. Acaba en el Oceà Índic.
El segon segment de la frontera separa la península de Musandam, sota la sobirania d'Oman, però separada de la resta del país, dels Emirats. Els dos últims segments estan formats per dos enclavaments. El primer, Madha, és un enclavament d'Oman dins dels Emirats. El segon, Nahwa, és un enclavament de l'emirat de Sharjah dins de la pròpia Madha.
El principal punt d'encreuament entre els dos països és que entre les ciutats d'Al-Ain en els Emirats Àrabs Units i Buraimi a Oman, construït en un esforç per controlar el flux d'immigració il·legal, tràfic de drogues i terroristes a ambdós països.
En 2005 els Emirats Àrabs Units i Oman signaren formalment uns mapes deliniant el traçat de les fronteres entre ambdós països des d'Umm az-Zamul, al sud, de nord a est fins Eqaidat. L'acord fronterer original fou signat en 1999.